# دينيس نييبلاس
دينيس نييبلاس (بالإسبانية: Dennis Nieblas) (16 أكتوبر 1990 بتاراسا في إسبانيا - ) هو لاعب كرة قدم إسباني في مركز الدفاع. لعب مع نادي شباب الأردن ونادي غوادالاخارا وديسبورتيفو تروفينسي وCD Masnou ‏ وOthellos Athienou FC ‏ وCE Manresa ‏.

## روابط خارجية
- دينيس نييبلاس على موقع قاعدة بيانات كرة القدم.إي يو (الإنجليزية)
- دينيس نييبلاس على موقع Soccerway.com (الإنجليزية)
- دينيس نييبلاس على موقع عالم كرة القدم.نت (الإنجليزية)